# Kenema

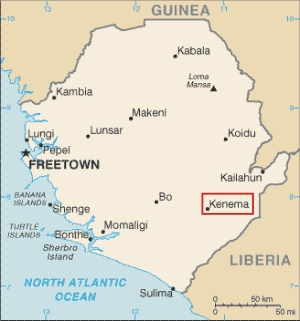
Położenie Kenemy na mapie kraju

Kenema – trzecie pod względem wielkości miasto w Sierra Leone, z liczbą ludności wynoszącą ok. 254,5 tys. mieszkańców (stan z 2004 roku). Miasto jest ośrodkiem administracyjnym Prowincji Wschodniej i dystryktu Kenema. Wyrosło przy nieczynnej obecnie linii kolejowej, wokół zakładów przemysłu drzewnego, a później kopalni diamentów (od 1931 roku).

## Siły stabilizacyjne i obozy dla uchodźców
Do końca 2005 roku w Kenemie stacjonował batalion pakistańskich sił pokojowych ONZ w ramach misji UNAMSIL. Żołnierze ci wspierali sierraleoński rząd w utrzymaniu pokoju w Prowincji Wschodniej po 11 latach brutalnej wojny domowej (1990-2001) oraz ze względu na niestabilną sytuację w sąsiedniej Liberii. W czasie trwającej w Liberii drugiej wojny domowej w latach 1999-2003 na terenach dystryktów Kenema i Bo w Sierra Leone schroniło się ponad 60 tysięcy uchodźców – w ośmiu rozlokowanych tu obozach oraz na terenach miejskich. Wciąż korzystają oni obecnie z opieki rządu Sierra Leone.
Współcześnie miasto Kenema, tak jak i inne części Sierra Leone, powoli podnosi się po jedenastoletniej wojnie domowej. 

## Ochrona zdrowia
Obszar dystryktów Kenema i Bo jest endemiczny dla choroby zakaźnej zwanej gorączką Lassa. Działający w Kenemie szpital jest głównym ośrodkiem badań nad możliwościami walki z tą chorobą przy wsparciu Światowej Organizacji Zdrowia (WHO) i UNAMSIL.

## Komunikacja
Miasto połączone jest asfaltową drogą z Freetown – stolicą kraju odległą o około 300 km. Znajduje się tu także krajowy port lotniczy Kenema obsługiwany przez sierraleońskie linie West Coast Airways. W Sierra Leone brak jest drogowego transportu publicznego, jednak podróż do Bo i Freetown zapewniają liczne taksówki zbiorowe. Podróż do stolicy trwa przeciętnie 6-7 godzin, jednak w dużej mierze czas przejazdu zależu od aktualnego stanu drogu i pojazdu.

## Sport
W Kenemie urodził się napastnik Mohamed Kallon, znany m.in. z gry w drużynie Inter Mediolan, będąc jednym z najlepszych piłkarzy tego klubu w sezonach 2001/2002, 2002/2003 oraz 2003/2004.